# Sergej Magnitskij
Sergej Leonidovitj Magnitskij (ryska: Сергей Леонидович Магнитский,) född 8 april 1972 i Odessa, död 16 november 2009 i Butyrkafängelset, Moskva, var en rysk revisor och visselblåsare. Han avslöjade omfattande korruption vid det ryska företaget Hermitage Capital.
Magnitskijs gripande och efterföljande död i häkte genererade både officiella och inofficiella undersökningar av anklagelser om bedrägeri, stöld och brott mot de mänskliga rättigheterna samt utlöste en diplomatisk schism mellan USA och Ryssland. 

## Biografi
När Sergej Magnitskij under 2007 undersökte affärerna kring det ryska företaget Hermitage Capital fann han att det förekommit omfattande korruption med systematiska stölder från ryska staten sanktionerade och utförda av ryska tjänstemän. Efter att han 2008 hade redovisat sina uppgifter för en statlig undersökningskommitté blev han själv gripen och häktades. 
Ett år senare avled han i Butyrkafängelset, sju dagar före utgången av häktningstiden. Under de 358 dagar han satt i fängelse utvecklade han gallsten, pankreatit och blockerad gallblåsa men gavs inte adekvat sjukvård. Ett råd för mänskliga rättigheter som inrättats av Kreml fann att han hade misshandlats strax innan han dog. Men vid en rättegång 2012 frikändes de ansvariga vid Butyrkafängelset från anklagelsen att ha orsakat Magnitskij död.

## Eftermäle
Magnitskij-fallet blev internationellt uppmärksammat och ledde till att USA 2012 antog den så kallade Magnitsky Act som innebär att de ryska tjänstemän som  tros vara inblandade i Magnitskijs död inte beviljas inresetillstånd till USA och förbjuds att använda landets banksystem. Som svar på USA:s agerande blockerade Ryssland hundratals amerikanska adoptioner av ryska barn. 
Under 2013 fortsatte de internationella turerna kring  Magnitskij-fallet. Det diskuterades i Europarådet, som även lät sammanställa en rapport, och i april 2013 offentliggjorde USA en lista med 18 ryssar vars tillgångar i USA man fryst.
Den 11 juli 2013 blev Magnitskij postumt dömd för skattebrott av en domstol i Moskva. Det var första gången en avliden människa dömts i rysk domstol, en juridisk möjlighet som infördes i Ryssland 2011.
I Sveriges riksdag väcktes i oktober 2017 en motion om införande av "Magnitskijsanktioner", som hänvisades till utrikesutskottet.
Uppdrag granskning visade 2019 hur motsvarande 150 miljoner kronor från skattebedrägeriet slussats till konton i Swedbank.